# Флорещки район
Флорещки район е един от 32-та района на Молдова. Административен център е град Флорещ. Площта му е 1108 квадратни километра, а населението – 76 457 души (по преброяване от май 2014 г.). Намира се в часова зона UTC+2. Пощенският му код е 250, а МПС кодът FR.